# Neijia
Nèijiā (en chino: 內家), también escrito como Nei Chia (término chino que significa «familia interna»), es un término que denota los estilos suaves o internos de las artes marciales de China. Es un concepto contrario al de Wai Chia, escrito como Wàijiā ("familia externa"), el cual se refiere a los estilos externos o duros, los cuales son asociados con el Shaolinquan y sus numerosas derivaciones.

## Historia del término
El uso del término en este sentido se remonta a los años 1920, cuando Sun Lutang, maestro Nèijiā, clasificó las tres artes marciales T'ai Chi Ch'üan, Bāguàzhǎng, y Xíngyìquán como internas. Previamente, el término Nèijiā había sido forjado en el siglo XIX y, en todo caso, la distinción entre "interno" y "externo" apareció pronto en la historia de las artes marciales chinas.
Según Stanley Henning, 1669 sería el año en que Huan Zongxi dio origen al dualismo entre artes marciales internas y externas, cuando terminó su "Epitafio para Wang Zhengnan". Zongxi fue un oponente de la dinastía Manchu Qinghe, como también lo fue Wang Zhengnan, el hombre a quien se refiere el epitafio. Según Henning, la relación presentada en el epitafio de artes internas con el taoísmo local chino, por un lado, y de las artes externas con el budismo shaolín extranjero, por otro, pudo haber sido más bien una distinción política que técnica.
En esta clasificación simbólica, los sistemas "internos" son considerados como superiores a aquellos considerados "externos". Henning explica que esto se debió a que los sistemas "internos" representaban a la nación china mientras que los sistemas "externos" representaban al invasor extranjero, en este caso a los Manchu. Henning también ilustra con otro ejemplo las razones por las cuales alcanzó esta conclusión. En el "Epitafio para Wang Zhengnan", la fecha de nacimiento y muerte de Wang se registra usando la forma en la cual se hacía durante la derrotada dinastía Ming y no usando la nueva versión instaurada por el invasor Manchu.

## Principios
En los años 1920, además de acuñar el concepto de Nèijiā, Sun Lutang clasificó los siguientes principios que distinguen a un arte marcial interno:
1. Un énfasis en el uso de la mente para coordinar la influencia y fuerza del cuerpo relajado, opuesto al uso de la fuerza bruta.
2. El desarrollo interno, circulación, y expresión de qì.
3. La aplicación del dǎoyǐn,  qìgōng, y nèigōng, principios taoístas del movimiento externo.[cita requerida]